# كأس رابطة الأندية الإنجليزية المحترفة 1976–77
كأس رابطة الأندية الإنجليزية المحترفة 1976–77 (بالإنجليزية: 1976–77 Football League Cup)‏ هو الموسم 17 من كأس رابطة الأندية الإنجليزية المحترفة. أقيم خلال الفترة 14 أغسطس 1976 وحتى 13 أبريل 1977، وأشرف على تنظيمه دوري كرة القدم الإنجليزي، وكان عدد الأندية المشاركة فيه 92، وفاز فيه أستون فيلا.